# División n.º 1 (Alberta)
La División N.º 1 es una división censal en el sur de Alberta, centrada alrededor de Medicine Hat.

## Comunidades
| - Ciudades - Medicine Hat - Pueblos - Bow Island - Redcliff - Villas - Burdett - Foremost - Aldea - Dunmore - Elkwater - Hilda - Irvine (disuelto como un pueblo) - Ralston - Schuler - Seven Persons - Suffield - Veinerville - Walsh - Wildhorse | - Distritos municipales - Condado de Cypress - Municipios de condado - Condado de Forty Mile |

## Demográficos
- Población: 67.402
- Viviendas: 27.595
- Área: 20.516,14 km²
- Densidad: 3,3 /km²
- Cambio de población: 8,1% aumento desde 1996 hasta 2001

Fuente: Statistics Canada 2001 Censo
Las cinco ascendencias más grandes de la División n.º 1 son el alemán (43.6%), ingleses (28.7%), escoceses (18.9%), irlandeses (14.4%), ucranianos (5.9%). Archivado el 11 de marzo de 2007 en Wayback Machine.

### Divisiones circundantes del censo
|                       | Norte: División n.º 4 |                    |
| Oeste: División n.º 2 |                       | Este: Saskatchewan |
|                       | Sur: Estados Unidos   |                    |